# John James Chalon
Pour les articles homonymes, voir Chalon.

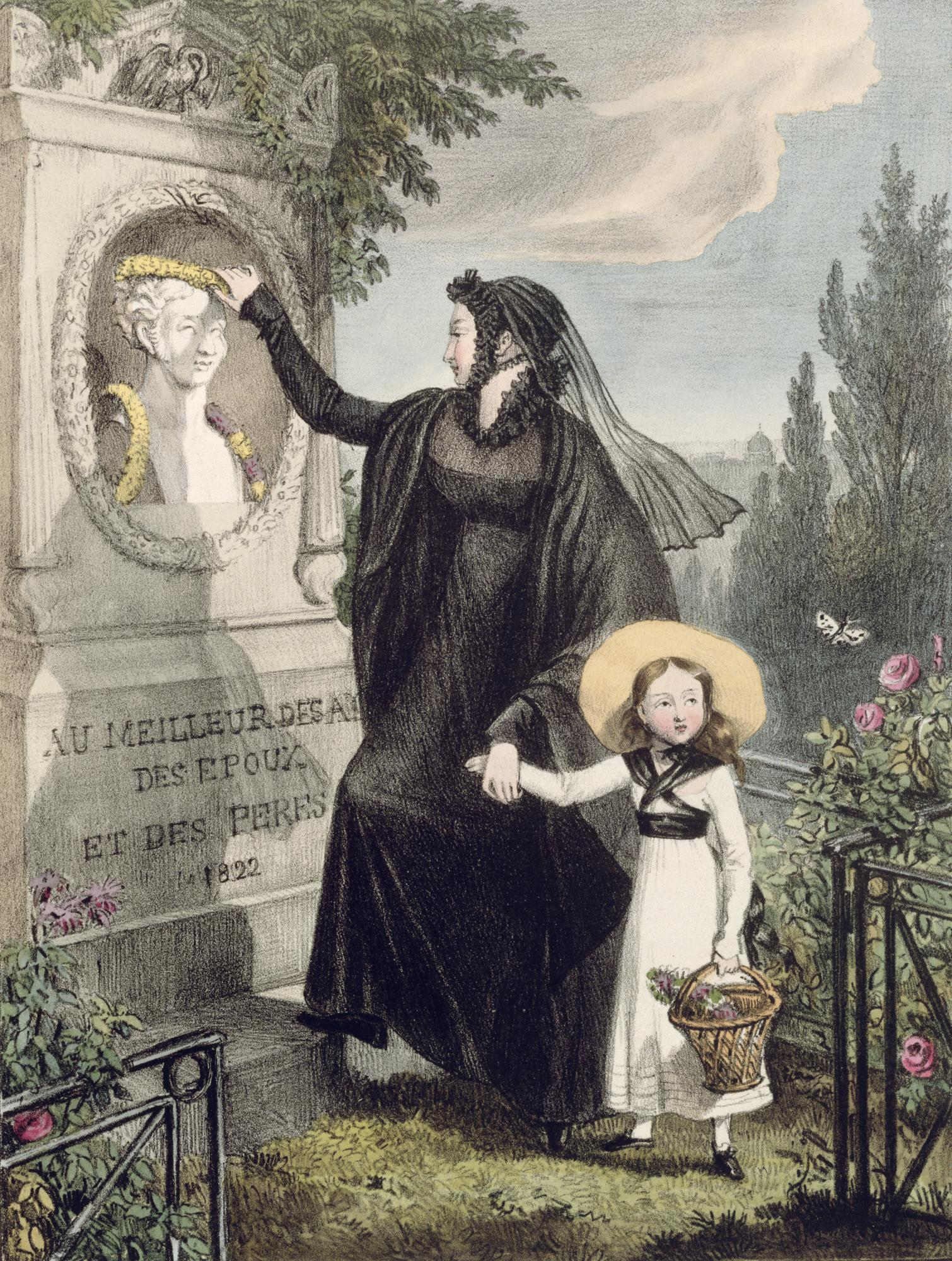
Le cimetière du Père Lachaise.

John James Chalon, né le 27 mars 1778 à Genève et mort le 14 novembre 1854 à Kensington, est un peintre suisse. Il peint principalement des paysages et des scènes de genre.

## Biographie
John James Chalon naît à Genève d'un père devenu peu après professeur de français à l'Académie royale militaire de Sandhurst, en Angleterre.
Avec son frère Alfred (1780-1860), John James entame une carrière d'artiste. Il devient étudiant à la Royal Academy en 1796. En 1800, il expose son premier dessin. En 1808, il est élu membre de la Société de peintres aquarellistes (Society of Painters in Water Colours).
Célibataires, les frères John James et Alfred Chalon vivent ensemble. John James meurt en 1854 dans le quartier londonien de Kensington.